# Kungsholmen (quartier)
Kungsholmen aussi appelé Västermalm est un quartier central de Stockholm en Suède.

## Situation
Kungsholmen est un quartier situé dans la partie orientale de l'île de Kungsholmen.
Il fait partie de la du district de Kungsholmen.
Le quartier de Kungsholmen est délimité des autres quartier de l'île de Kungsholmen le long d'Igeldammsgatan et de Mariebergsgatan jusqu'à Drottningholmsvägen puis le long de Fridhemsgatan jusqu'à Rålambshovsparken.
Le quartier de Kungsholmen a une superficie de 1,56 kilomètres carrés.

## Histoire
Le quartier de Kungsholmen a été créé en 1933, il couvrait toute l'île.
En 1934, Fredhäll a été créé et en 1935 Marieberg, Stadshagen et   Kristineberg furent créés.
Depuis 1997, le quartier de Kungsholmen fait partie district de Kungsholmen.

## Écoles
Avec les noms de 2018 et par ordre alphabétique.
- Campus Konradsberg
  - Hällsboskolan
  - Manillaskolan
  - Kungsholmens västra gymnasium
  - Stockholms Internationella Montessoriskola
- Klara Norra gymnasium
- Klastorpsskolan
- Kristinebergsskolan
- Kulturskolan
- Kungsholmens grundskola
- Kungsholmens gymnasium
- Stockholms musikgymnasium
- Rålambshovsskolan
- Sankt Eriks gymnasium
- Sverigefinska skolan i Stockholm
- Thorildsplans gymnasium

## Galerie

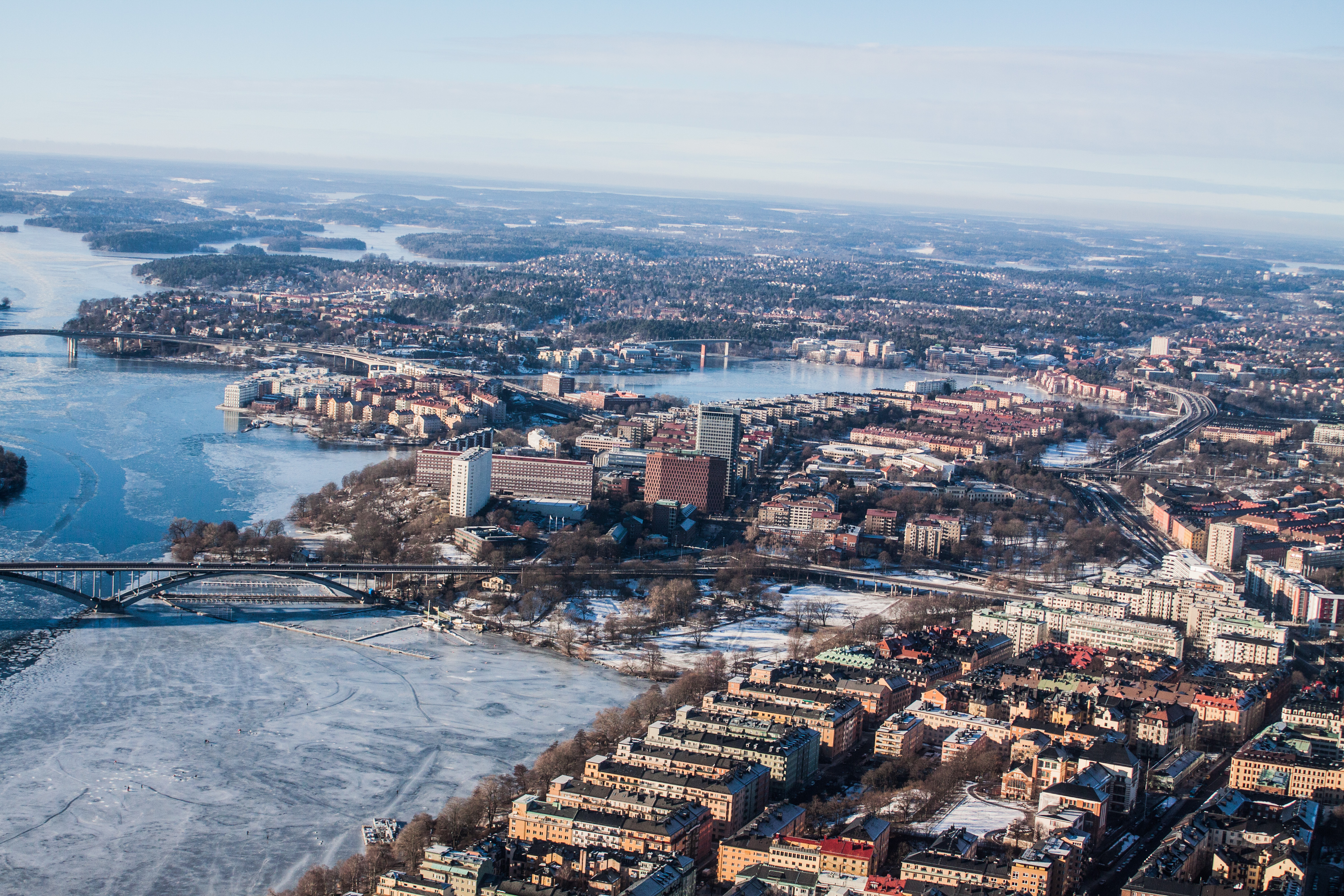
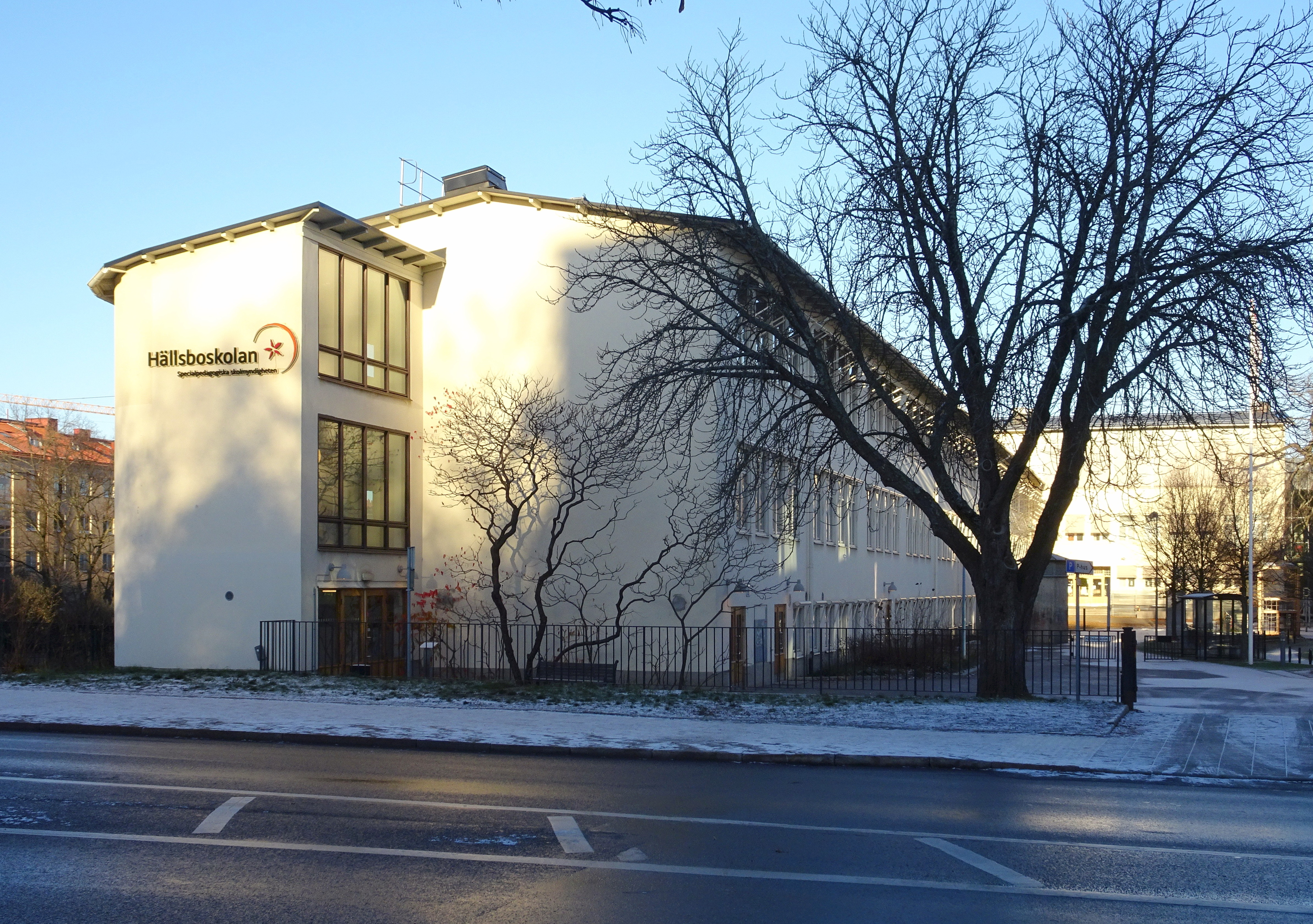
Hällsboskolan.
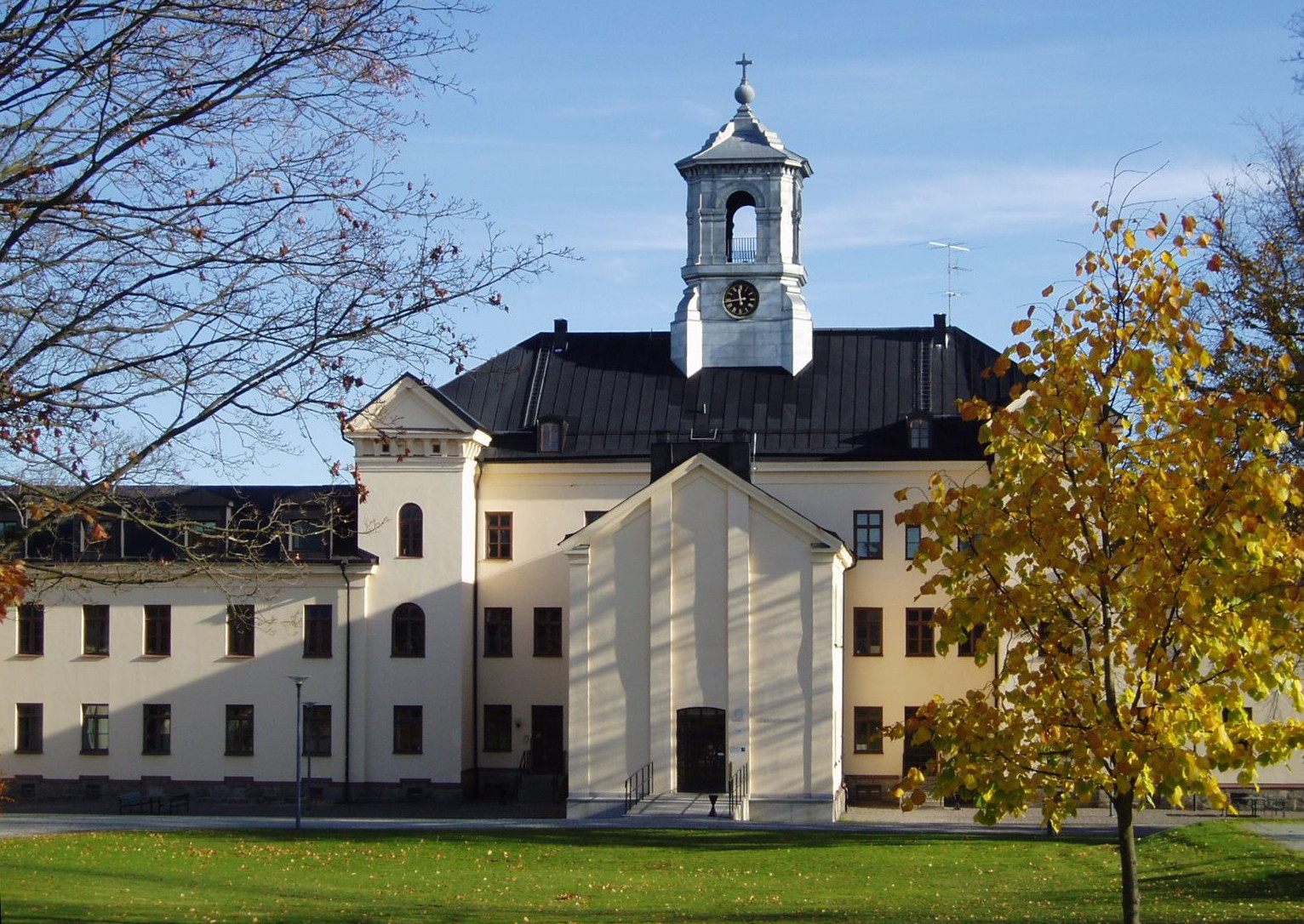
Campus de Konradsberg.

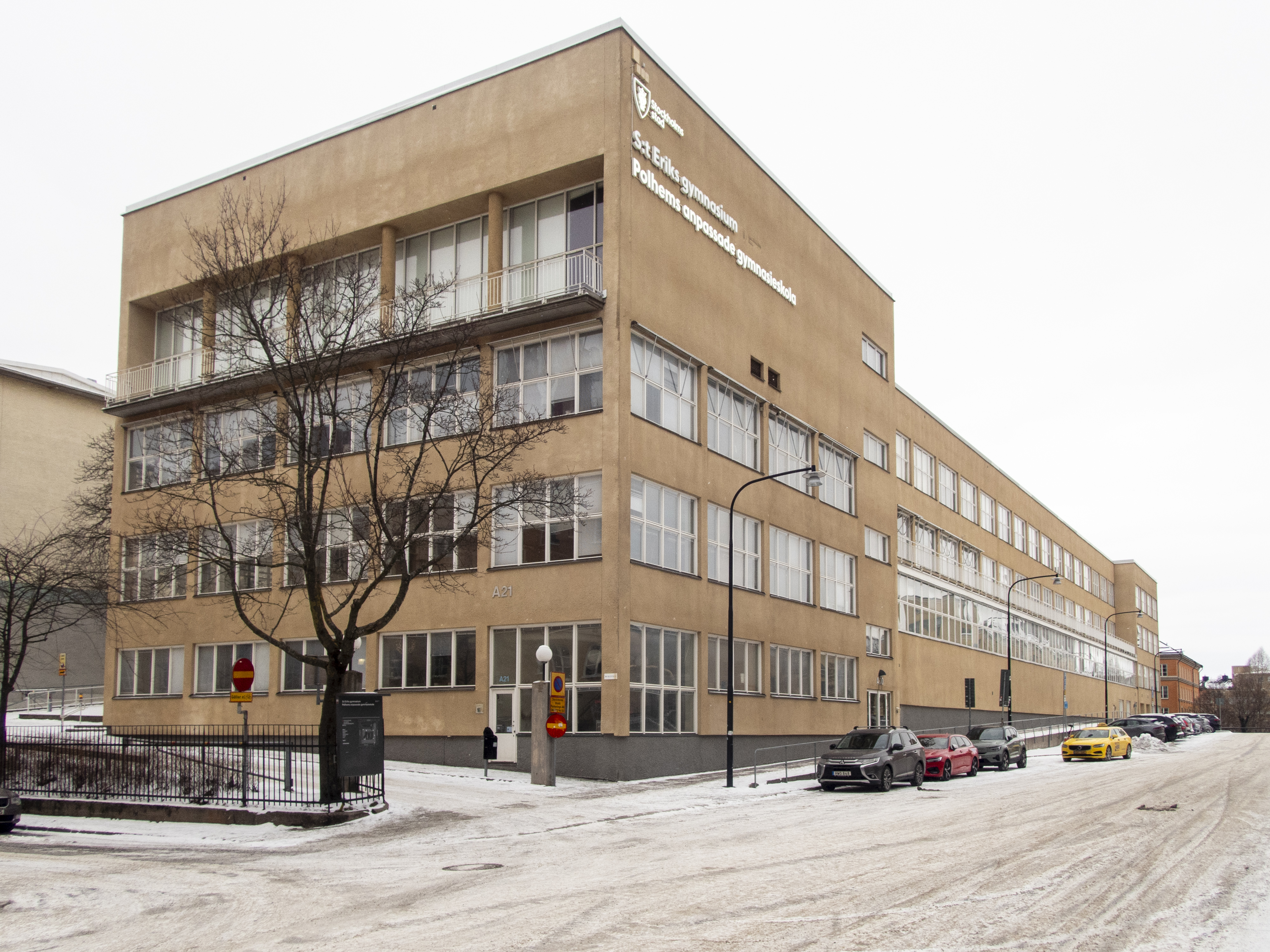
Sankt Eriks gymnasium.
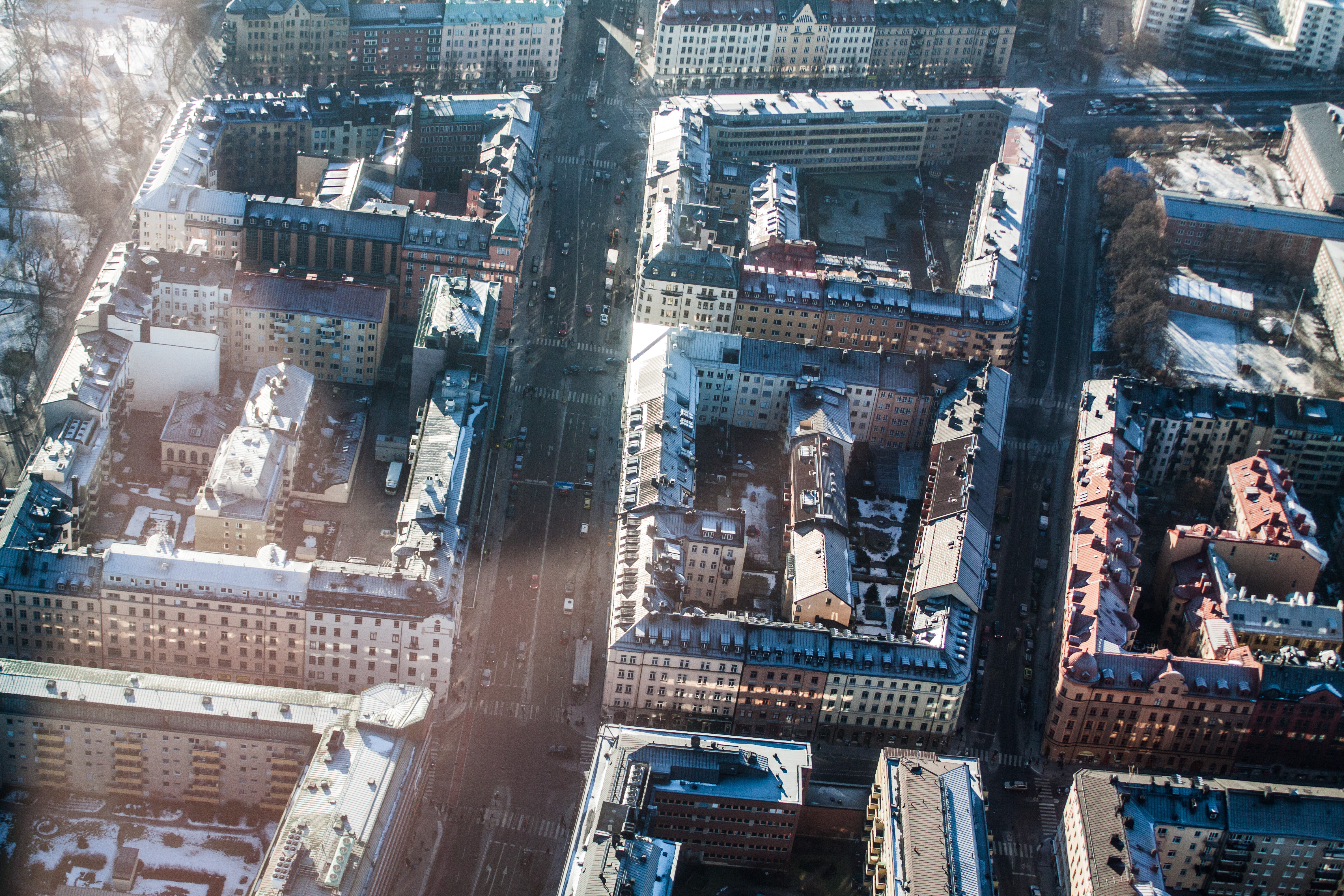
vue aérienne de Sankt Eriksgatan et Fridhemsgatan entre Drottningholmsvägen et Fleminggatan dans le quartier de Kungsholmen.
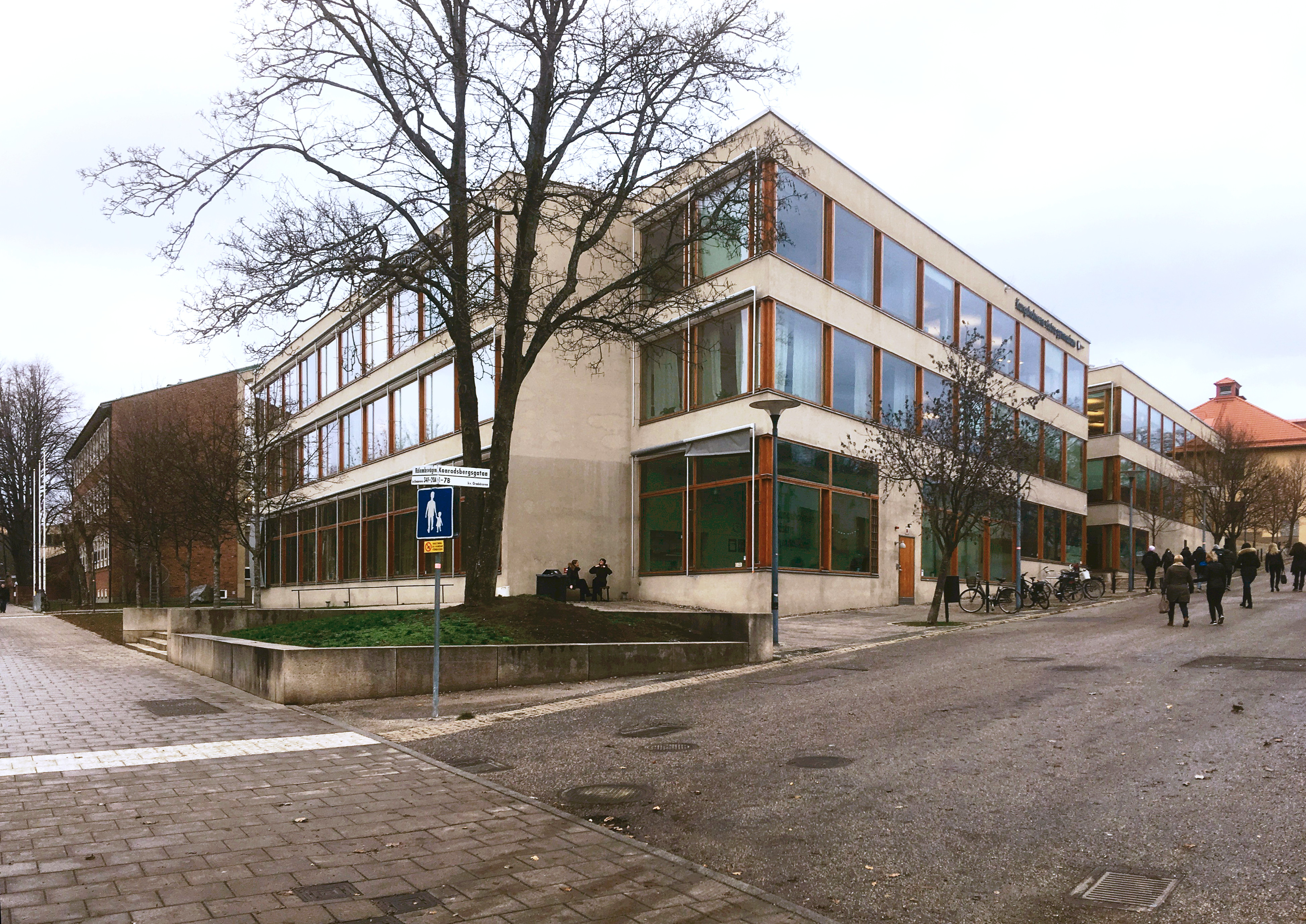
Kungsholmens västra gymnasium.